# Червоноградська міська централізована бібліотечна система
Червоноградська міська централізована бібліотечна система (Червоноградська МЦБС) створена у 1977 у місті Червоноград Львівської області.
Станом на лютий 2017 МЦБС об'єднує 11 бібліотек, у тому числі 4 — для дітей, 1 — для юнацтва. Щорічно послугами бібліотек ЦБС користуються більш як 28 тис. користувачів. Їм видається понад 550 тис. інформаційних документів.
Бібліотечний фонд універсального характеру становить понад 430 тис. одиниць друку. Це видання різні за змістом, жанрами і типами, періодичні видання.

## Історія
Перша бібліотека в Червонограді відчинила двері в 1952 році в старій частині міста.
В жовтні 1954-го, в місті відкрилася перша бібліотека для дітей.
У 1956 році відчинила свої двері перша бібліотека в місті Соснівка.
У 1957 почала працювати бібліотека № 2 для дорослих, зараз це Центральна бібліотека ЦБС міста Червонограда (м. Червоноград, вулиця Степана Бандери, 11).
У 1961 році у Червонограді, а в 1962 в Соснівці при Народних домах були засновані профспілкові бібліотеки.
В 1962 почали працювати державні бібліотеки в селищі міського типу Гірник та дитяча бібліотека в м. Соснівка.
Бібліотека для юнацтва почала працювати в кінці 1969.
У 1971 році в місті почали працювати ще дві бібліотеки для дорослих № 3 і № 4, теперішні філії № 2 і № 3 МЦБС.
У жовтні 1976 в новому мікрорайоні міста відчинила свої двері ще одна бібліотека для дітей.
У 1977 проведено централізацію міських бібліотек. Першим директором міської централізованої бібліотечної системи стала Ганна Дмитрівна Сачовська, яка очолювала систему протягом двадцяти років.
В 1980-х у Червонограді працювали 12 державних бібліотек, в тому числі 3 бібліотеки для дітей, та 7 профспілкових бібліотек. Бібліотечний фонд міської централізованої бібліотечної системи становив тоді 346 тис. одиниць друку. Бібліотеки обслуговували 33 тисячі користувачів, видаючи їм протягом року 826 тис. книг.
В подальші роки почалося скорочення мережі бібліотек, зменшувалися кошти на комплектування.
у 1989 році закрито бібліотеку-філію № 9 у селищі Жданова, а у 1995 році бібліотеку-філію № 10 було об'єднано з бібліотекою для юнацтва.